# تپه خله گولو
تپه خله گولو مربوط به سدهٔ ۸–۶ ه.ق است و در شهرستان خوی، بخش صفاییه، ۸۰۰ متری جنوب غرب روستای قوردیک علیا واقع شده و این اثر در تاریخ ۲۵ آبان ۱۳۸۷ با شمارهٔ ثبت ۲۳۶۰۵ به‌عنوان یکی از آثار ملی ایران به ثبت رسیده است.